# Istoriato

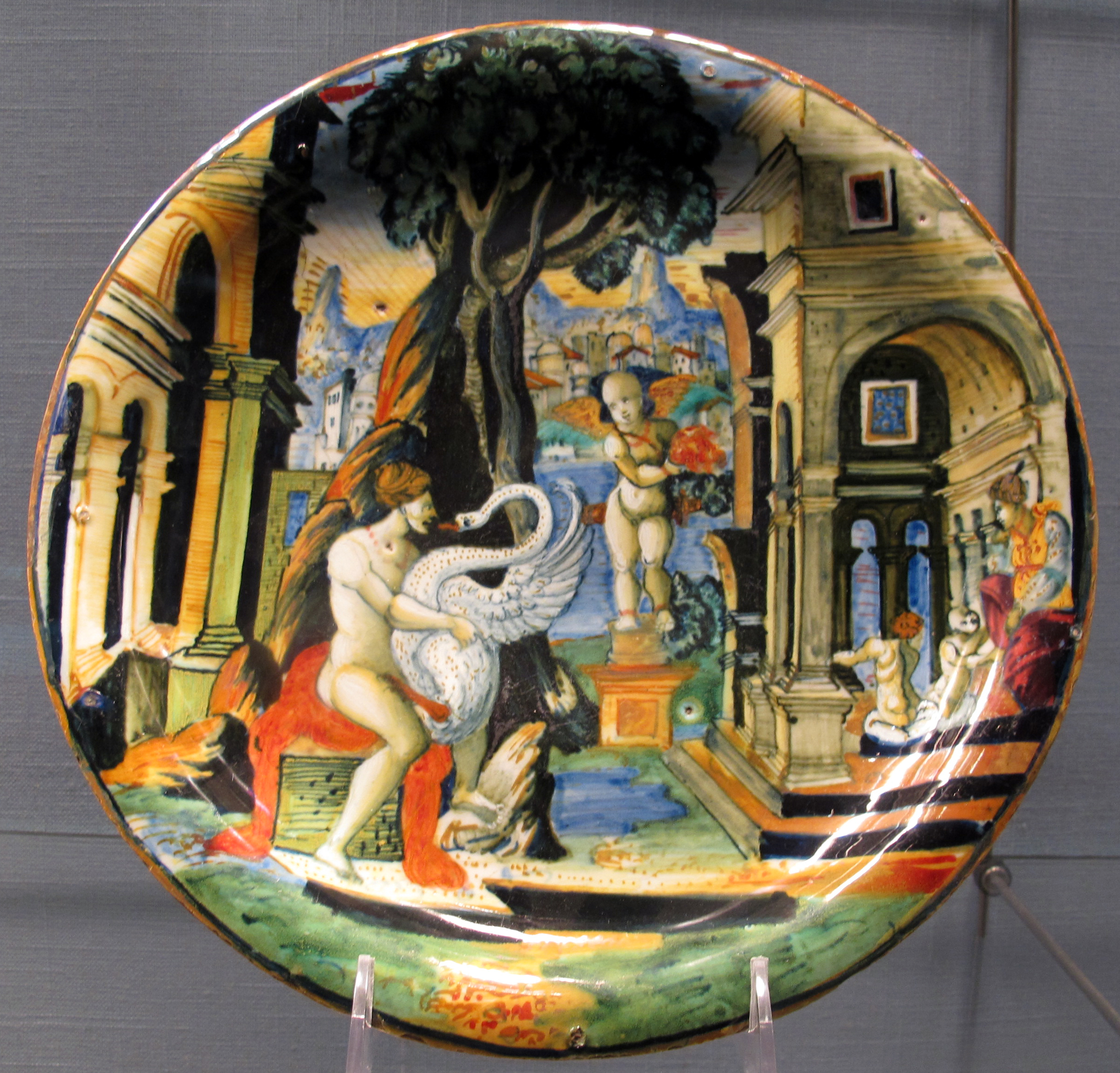
Júpiter y Leda (c. 1530-1540), de Guido Fontana, Metropolitan Museum of Art, Nueva York

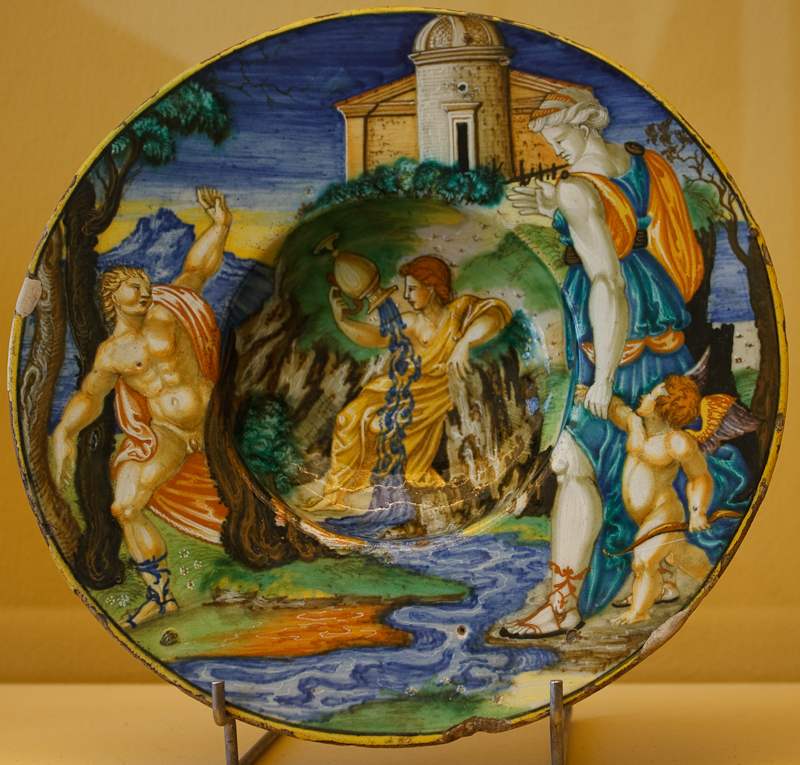
Eco, Amor y Narciso (1535), de Francesco Xanto Avelli, Museo Boymans Van Beuningen, Róterdam

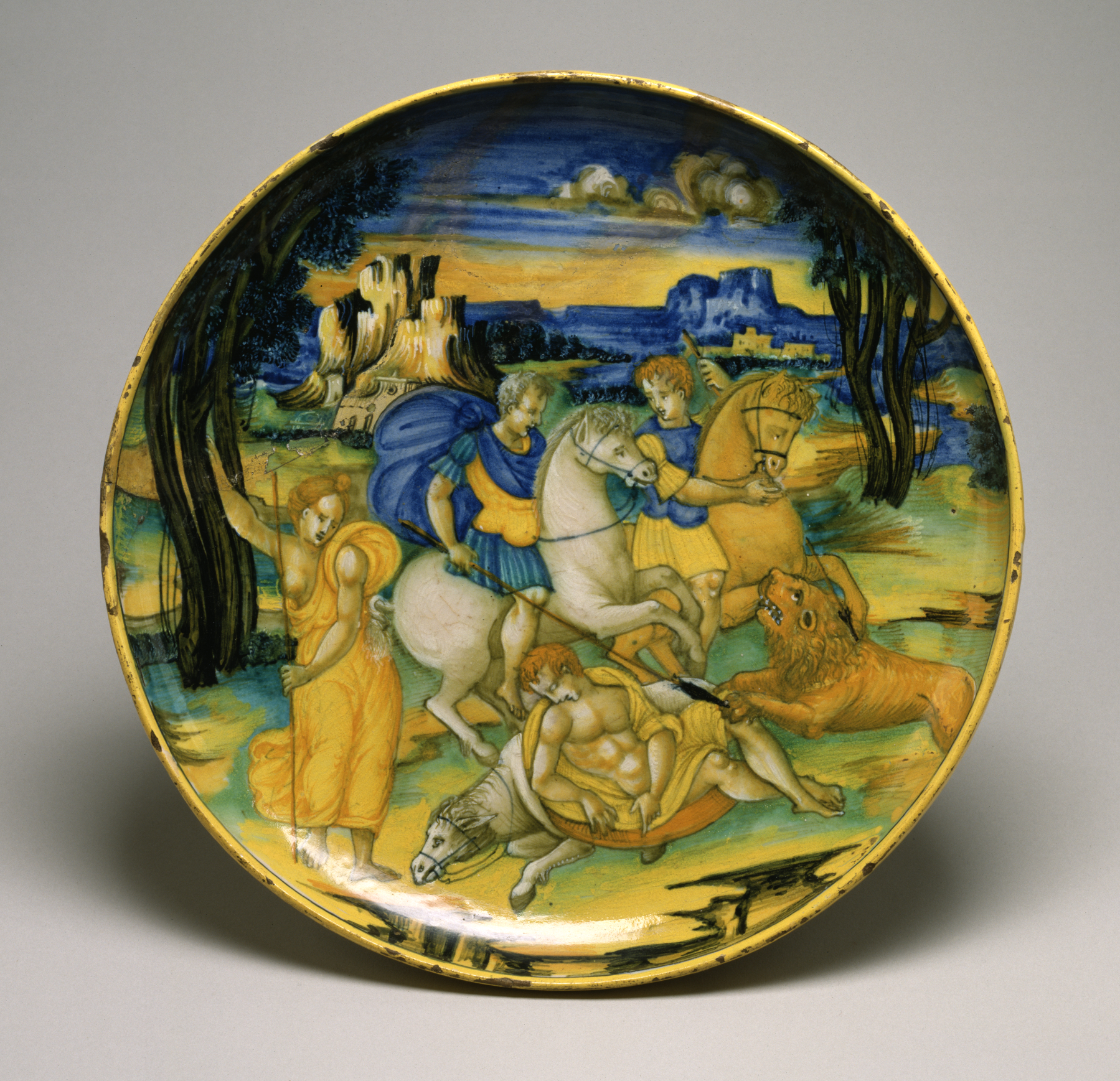
Caza del león, de Baldassare Manara, según un grabado de Giovanni Antonio da Brescia, Museo Walters, Baltimore

Se denomina istoriato (en italiano «historiado») a un género de mayólica italiana decorada con escenas históricas, mitológicas, religiosas o de género, es decir, escenas «historiadas». Surgió en el siglo XVI y aún hoy se elabora en algunos talleres artesanales italianos.

## Historia
La mayólica es un tipo de loza estannífera, elaborada con un barniz de óxidos de plomo y estaño combinados con silicato de potasa, lo que le confiere un color blanco poroso. Surgió en el siglo XI en Bagdad como intento de imitación de la porcelana china. De aquí pasó a la cerámica andalusí, desde la que se difundió por toda Europa: en Italia recibió el nombre de mayólica; en España, Francia, Alemania y Escandinavia se la conoce como fayenza; en los Países Bajos es denominada loza de Delft; y en Reino Unido se llama english Delftware.
Así como en el siglo XV la mayólica se solía decorar con motivos de fantasía, en el xvi surgieron las primeras representaciones historiadas, las cuales recubrían toda la superficie de las piezas, al modo de una tabla pintada. Realizadas con una profusa policromía, su uso era más decorativo que práctico. Los principales centros de producción de mayólica historiada fueron Urbino y Casteldurante, pero hubo también numerosas factorías por todo el país, las más relevantes de las cuales fueron Faenza, Pesaro, Castelli, Deruta y Caffagiolo.
Entre los mejores alfareros del género istoriato se encuentran: 
- Nicola Pellipario († c. 1547), considerado el más grande pintor de mayólicas y el iniciador del istoriato hacia 1510-1515 en Casteldurante. Pintó sobre todo escenas mitológicas, con un enérgico trazo, colores frescos y un estilo algo rebuscado. De sus escenas destacan las figuras animadas, paisajes amplios y arquitecturas minuciosamente detalladas.[3]
- Guido Fontana (o Guido Durantino), hijo del anterior, que fundó una fábrica en Urbino que produjo numerosas de estas obras, con la colaboración de artistas de renombre como Taddeo Zuccaro y Battista Franco, que elaboraron diseños para este tipo de piezas. Continuó el negocio su hijo Orazio (†1571).[4]
- Familia Patanazzi (Antonio, Alfonso, Francesco y Vincenzo), dueños de una fábrica en Urbino, en activo entre 1580 y 1625. Contaron también con diseños de Battista Franco.[5]
- Francesco Xanto Avelli, activo en Urbino entre 1530 y 1545, elaboró obras inspiradas en grabados de Rafael, Ugo da Carpi y otros artistas, con predilección por escenas mitológicas y contemporáneas, en ocasiones acompañadas de versos.[6]
- Baldassare Manara, activo en Faenza entre 1529 y 1546, autor del plato El triunfo del tiempo (Ashmolean Museum, Oxford).[7]

En numerosas piezas historiadas se reprodujeron obras de Rafael Sanzio, lo que dio lugar en el siglo XIX a la creencia errónea de que eran de su propia mano y se las llegase a denominar «cerámica rafaelesca».
A mediados del siglo XVI surgió un estilo más sobrio denominado secondo istoriato o stile bello, también conocido como estilo compendiario, caracterizado por figuras de color azul y amarillo sobre fondo blanco, sin ocupar toda la superficie de la pieza.
En el siglo XVIII el istoriato original fue retomado en San Quirico d'Orcia y otros centros de producción menores. En el xix fue practicado por artistas neorrenacentistas como Angelo Minghetti. Ya en el xx su mejor exponente ha sido Ferruccio Mengaroni en Pesaro.